# Adolphe Crémieux
Adolphe Crémieux (născut Isaac-Jacob Crémieux, n. 30 aprilie 1796, Nîmes, Franța – d. 10 februarie 1880, Paris, Île-de-France, Franța) a fost un avocat, politician evreu francez, președintele Consistoriului Central Israelit⁠(d) din Franța și al Alianței Israelite Universale, de două ori ministru de justiție în guvernul francez.
Crémieux a fost și un conducător și reformator al Francmasoneriei franceze, deținând gradul de "Souverain Grand Commandeur" în Consiliul Francez Suprem.
În cadrul funcției lui ca președinte al Alianței Israelite Universale, Adolphe Crémieux a vizitat România, împreună cu Moses Montefiore, în anii 1866 - 1867 și a obținut promisiunea guvernului român să anuleze măsurile de persecuție contra evreilor, dar această promisiune n-a fost respectată și aceste măsuri legislatorii au continuat multă vreme.

## Biografie
S-a născut la Nimes într-o familie de evrei provensali înstăriți în enclava papală Carpentras. Tatăl său era Isaac Moïse Crémieux. Adolphe Crémieux a fost căsătorit cu Amélie Louise, născută Cahen-Salny, cu care a avut doi copii — Gustave Adolphe Crémieux și Claire Mathilde, căsătorită Peigné.

## Decretul Crémieux
Ca ministru al justiției în Guvernul de Apărare națională (Gouvernement de la Défense nationale) constituit după înfrângerea de la Sedan din timpul Războiului franco-prusac (19 iulie 1870-10 mai 1871), Adolphe Crémieux a fost inițiatorul Decretului n° 136 din  de acordare a cetățeniei franceze evreilor din Algeria (No 136. - DÉCRET qui déclare citoyens français les Israélites indigènes de l'Algérie) promulgat la 24 octombrie 1870, cunoscut și sub numele de Decretul Crémieux.  Acest decret a fost completat de Decretul n° 137 privind naturalizarea indigenilor musulmani și a străinilor rezidenți în Algeria, adoptat la aceeași dată.
Decretul n° 136 a fost contestat parțial de unele personalități, printre care Adolphe Thiers și Félix Lambrecht, ministru de interne, care au aprobat aplicarea lui cu unele restricții.

Decretul a fost abrogat pe 7 octombrie 1940 de către regimul de la Vichy.

## Moarte
Crémieux a murit la Paris în 1880 și a fost îngropat în cimitirul Montparnasse.

## In Memoriam
În cinstea sa este numită o stradă din vechea colonie germană din Ierusalim, precum și în centrul orașului Tel Aviv, și în Carmelul francez  din Haifa.

## Figura sa în media artistică
- Cremieux apare în două litografii ale lui Honoré Daumier, care s-a amuzat pe socoteala urâțeniei acestuia . Prima a fost realizată în 1848 sub titlul «Reprezentanții Reprezentanților» și s-a însoțit de inscripția:«Mare iubitor de schimbări, nimic nu ar lipsi fericirii sale, dacă într-o zi i s-ar schimba fața!»Un an mai târziu, a doua litografie a fost intitulată:«Dl. Crémieux caută un apartament:" Dacă aș închiria această locuință, aș vrea ca proprietarul să înlăture acest portret oribil ... oh, dar Doamne, asta-i o oglindă!..»